# ガリウム・ガドリニウム・ガーネット
ガリウム・ガドリニウム・ガーネット（Gadolinium Gallium Garnet, GGG）（Gd
3Ga
5O
12）は柘榴石グループの合成結晶素材で、機械的、熱的、光学的に優れた特性を持つ。

## 解説
一般に無色である。結晶は立方格子で、密度は7.08g/cm3、モース硬度は6.5から7.5程度である。結晶はチョクラルスキー法で製造される。製造中に、色調を変えるために様々なドーパントを添加することができる。この材料は、様々な光学部品の製造や、光磁気フィルム（磁気バブルメモリ）の基板材料としても使用されている。 また、模造ダイヤモンドとして宝飾品にも使用されている。GGGは、イットリウム・鉄・ガーネットなど他の柘榴石類結晶を成長させる際の種としても使用される。